# ورقاء

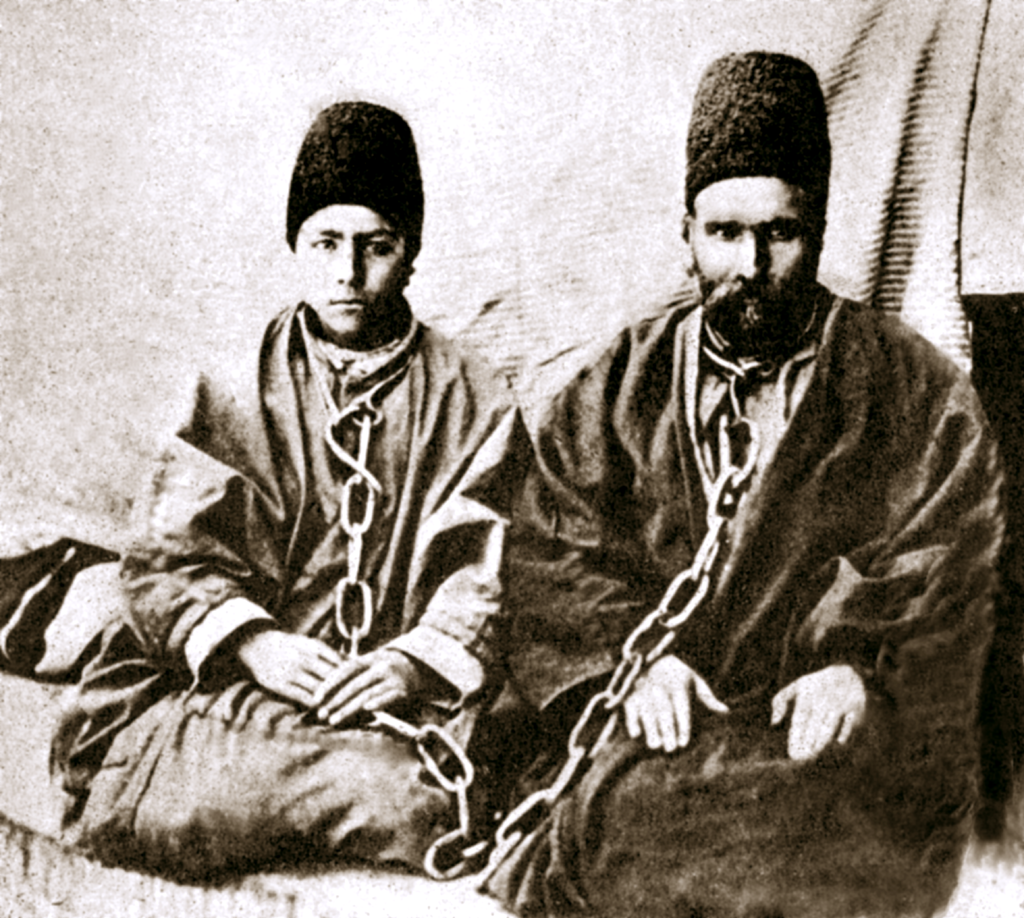
ورقاء (يمينًا) وابنه ذو الثانية عشرة من العمر روح الله (يسارًا)، قبل إعدامهما في عام 1896 بسبب اعتناقهما الدين البهائي.

ورقاء (وُلِدَ باسم ميرزا علي محمد; توفي عام 1896) كان من أتباع بهاء الله البارزين، مؤسس الدين البهائي. أشار عبد البهاء إلى ورقا باعتباره يد الأمر وتم التعرف عليه باعتباره أحد حواريو بهاء الله التسعة عشر.
كتب بهاءالله لوحًا موجهًا إلى ورقا، يشيد فيه بالمكانة العالية للملك ومحبوب الشهداء .

## الإعدام
ورقا معروف بأنه والد روح الله. كان الاثنان أول من أُعدم من بين مجموعة كبيرة في عام 1896 على يد السلطات الفارسية لكونهم بهائيين. هذه القصة مختصرة من كتاب باليوزي.
كان الجلّاد، حاجب الدولة، غاضبًا بشدة من أسراه، فأخرج "ورقا" و"روح الله" إلى غرفة داخلية. وقد زاد رد ورقا الهادئ أثناء الاستجواب من غضب جلّاديه. فغرس الجلّاد خنجرًا في صدر ورقاء قائلًا: «كيف حالك؟» فردّ ورقاء: «أشعر بأنني أفضل منك.» ثم سأله حاجب الدولة: «من يجب أن يموت أولًا، أنت أم ابنك روح الله؟» فأجاب ورقاء: «الأمر سيّان بالنسبة لي.»
بعد ذلك، بدأ حاجب الدولة ومعه أربعة آخرون بتمزيق جسد ورقاء أمام ناظري ابنه. ثم عرض حاجب الدولة على روح الله أن يتم تبنّيه، وأن يُمنح راتبًا، ويُعيَّن في منصب حكومي، لكن روح الله طلب أن يُلحق بأبيه بدلًا من ذلك. فقام حاجب الدولة بخنقه بعصا لضرب على الأقدام (الفَلقَة). وبعد أن سقط جسده هامدًا على الأرض، ارتفع جسد روح الله فجأة ثم سقط مرة أخرى على بعد ياردة تقريبًا. وقد أرعب هذا المشهد حاجب الدولة بشدة، ففرّ هاربًا وهو يصرخ.

## العائلة
عُيِّن الابن الثاني لورقاء، وليّ الله ورقاء، لاحقًا من قِبل شوقي أفندي كأحد أيادي أمر الله في عام 1951. وعندما توفي وليّ الله في عام 1955، تم تعيين حفيد ورقاء، علي محمد ورقاء، بدلًا منه.